# Jehovaorden

Jehovaordens ordenskedja med tetragrammet i mitten av hänget.

Jehovaorden var en riddarorden som instiftades av kung Karl IX år 1606 inför hans kröning 15 mars 1607. Ordenskedjan bars endast av kungen och hertigarna Johan och Gustav (II) Adolf.
Karl IX:s  valspråk var "Jehovah solatium meum" eller på svenska "Jehova [Gud] är min tröst". Orden överlevde inte Karl IX. En av hans efterträdare Karl X Gustav instiftade en egen orden 1655 – Jesu namns orden.

## Återupplivande 1778
Gustav III hade planer på att återinstifta Jehovaorden som en förtjänstorden för prästerskapet. Orden skulle ha tre grader: storkors, kommendör och broder. Ordenstecknet var detsamma som Karl IX:s orden och skulle bäras i lila band. Den 27 december 1778 undertecknade han ordens statuter. Orden stöddes dock inte av prästerna och utdelades aldrig.

### Ordens statuter[2]
Enligt ordens statuterna från 1778 skulle orden ha högst sju stora kors, och det var endast rikets ärkebiskop, rikets övriga biskopar samt Överhovpredikanten som kunde utses.
Det kunde utöver detta finnas högst 11 kommendörer, som behövde vara biskopar, överhovpredikanter, superitendenter, domprostar samt kyrkoherdarna i Stockholm.
Till broder eller ledamot av orden fanns inget högsta antal, men man behövde minst ha tjänat i 20 år innan man kunde utses. Biskoparna samt rikets olika konsistorier kunde två gånger om året skicka in namn på personer som skulle kunna komma i fråga för denna utmärkelse.
Statuterna är även tydliga med att om man begär orden för sig själv, så kommer man aldrig få den.

### Ordenstecknet[2]
Ordenstecknet var en åttauddig stjärna av guld i vilket Jehovas namn står skrivet i grön emalj. Från stjärnan strålar 8 vita ljusstrålar, mellan vilka ses åtta röda eldsflammor. Allt detta omges av en grön olivkrans.
- Kommendörerna med stora korset bär sin orden om halsen i ett band av purpur. Samt har ordenstecknet som kraschan på sin klädedräkt.
- Kommendörerna bär endast ordenstecknet om halsen
- Bröderna bär ett mindre ordenstecken i tredje knapphålet

### Ordensdräkt[2]
- Kommendörerna med stora korset bär vid festliga tillfällen en vit korkåpa med kraschanen på vänstra sidan, samt bär halstecknet över mässkjortan. Korkåpan får de vid sin invigning, och den återlämnas efter mottagarens död.
- Kommendörerna bär vita mässhakar i atlassiden, kantade med band i purpurfärgad atlassiden och guldspetsar. De bär ordenskorset på bröstet i purpur, samt bär även ordentecknet kring halsen över mässhaken. Mässhaken får de vid sin invigning, och den återlämnas vid mottagarens död.

## Galleri

Karl XI:s ordenskedja utförd av Antonji Groot d. ä.[4]
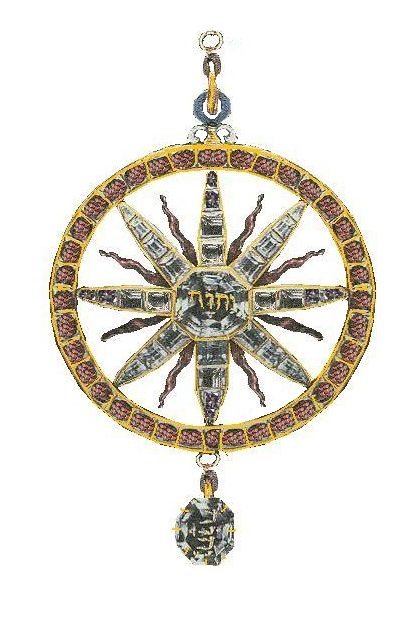
Ordentecknet.
Mindre ordenstecken utfört av Ruprecht Miller och buret av en av prinsarna.[5]
Skiss på ordenstecknet.